# Kamień pamiątkowy

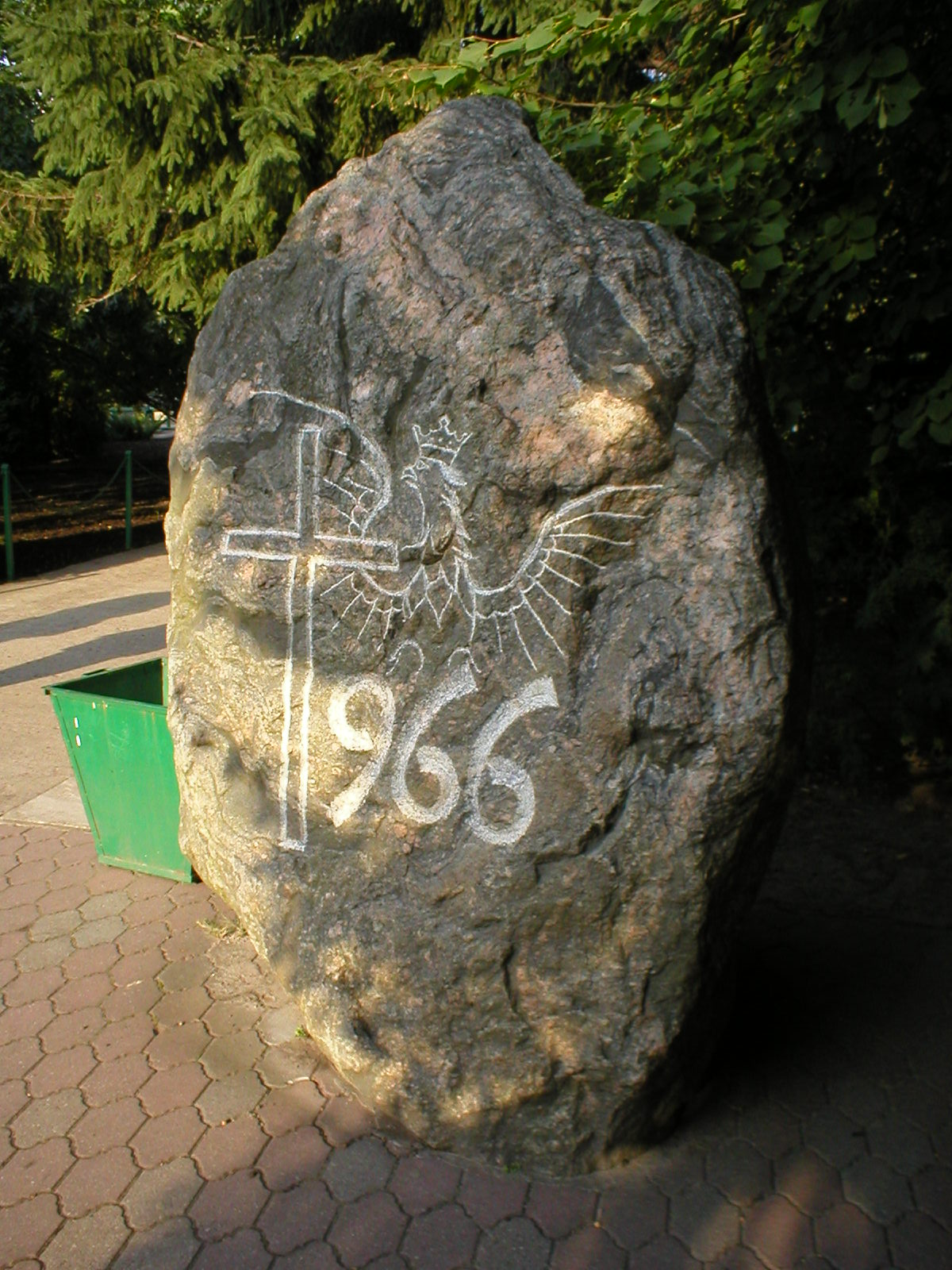
Kamień upamiętniający chrzest Polski w Licheniu Starym

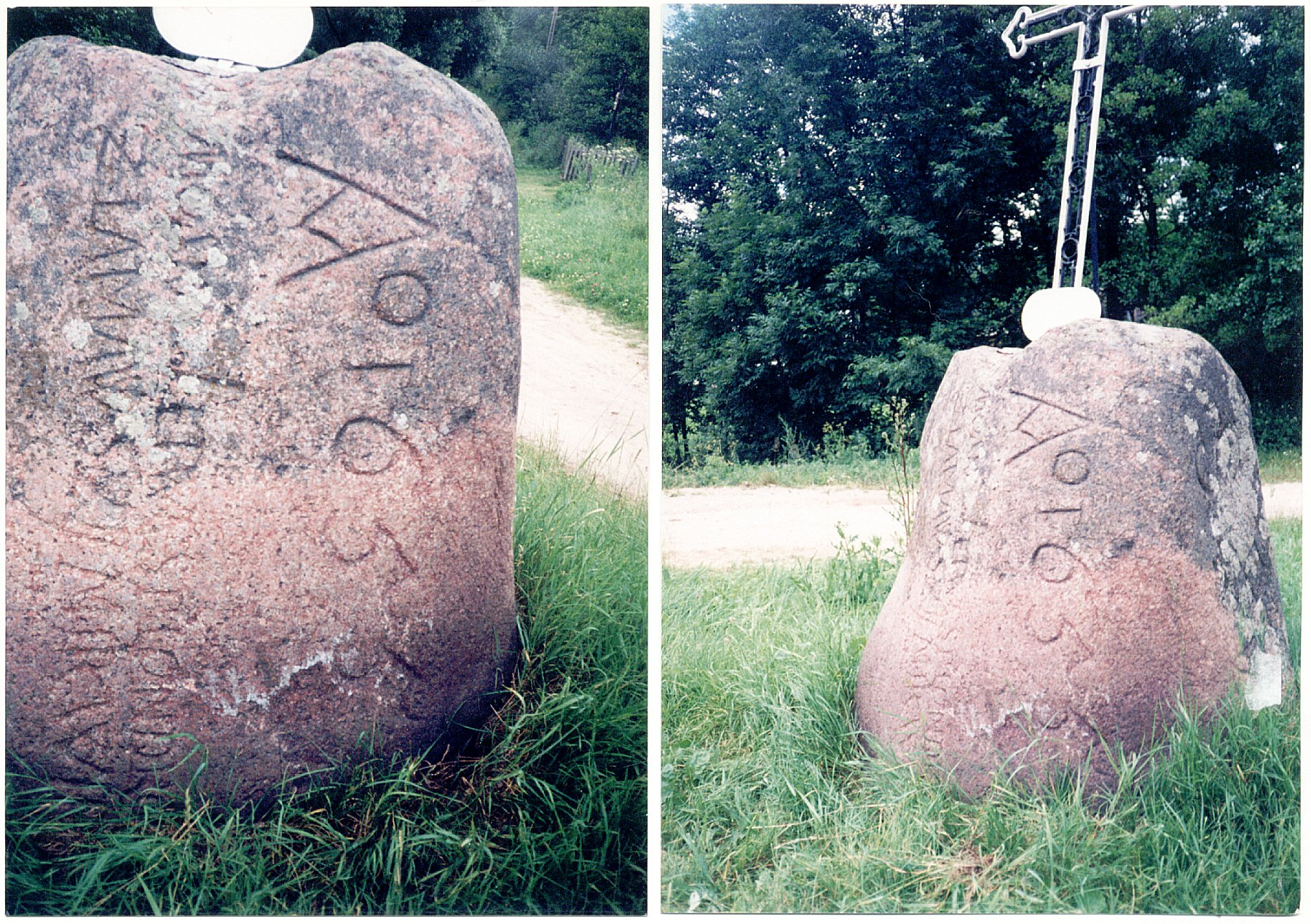
Kamień we wsi Bierwicha z napisem: "A.D. 1655 Moskal Litwę splondrował złamawszy mir wieczny"

Kamień pamiątkowy – rodzaj pomnika, w którym główną rolę odgrywa blok kamienny (często jedynie wstępnie obrobiony, noszący ślady wyrąbywania w kamieniołomie), bądź głaz narzutowy, posadowiony na cokole, bądź na ławie fundamentowej (rzadziej bezpośrednio na ziemi). Kamienie pamiątkowe są wzbogacane warstwą tekstową poprzez rycie napisów bądź umieszczanie na swoim licu tablic, najczęściej kamiennych (ew. metalowych), z napisem dedykacyjnym.

## Zobacz też

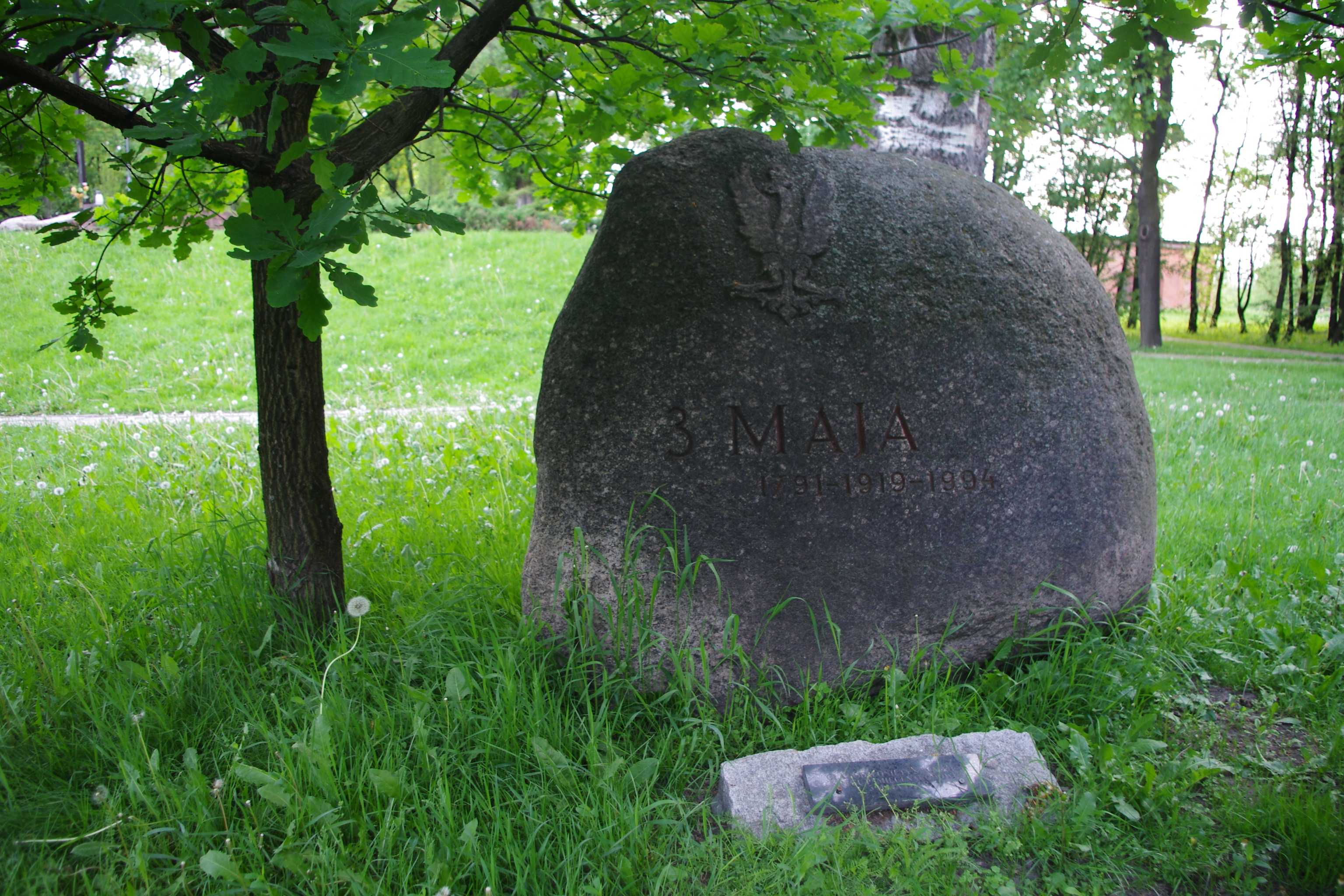
Kamień upamiętniający uchwalenie Konstytucji 3 maja w 1791 r., i ustanowienie Święta Narodowego 3 Maja osłonięty staraniem Kręgu Pamięci Narodowej w 1994 r., w Parku Traugutta w Warszawie
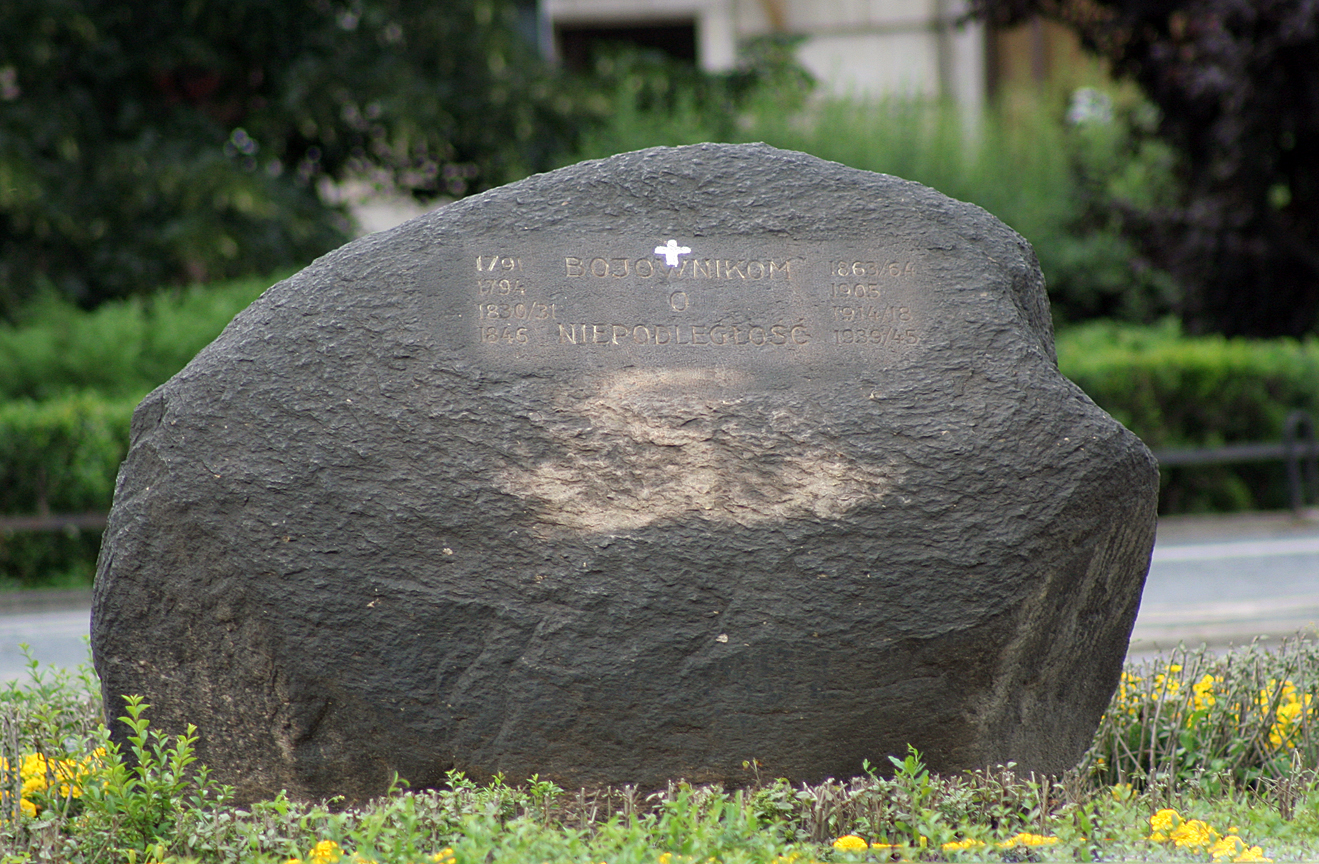
Kamień pamiątkowy ku czci Bojowników o Wyzwolenie Narodowe i Społeczne
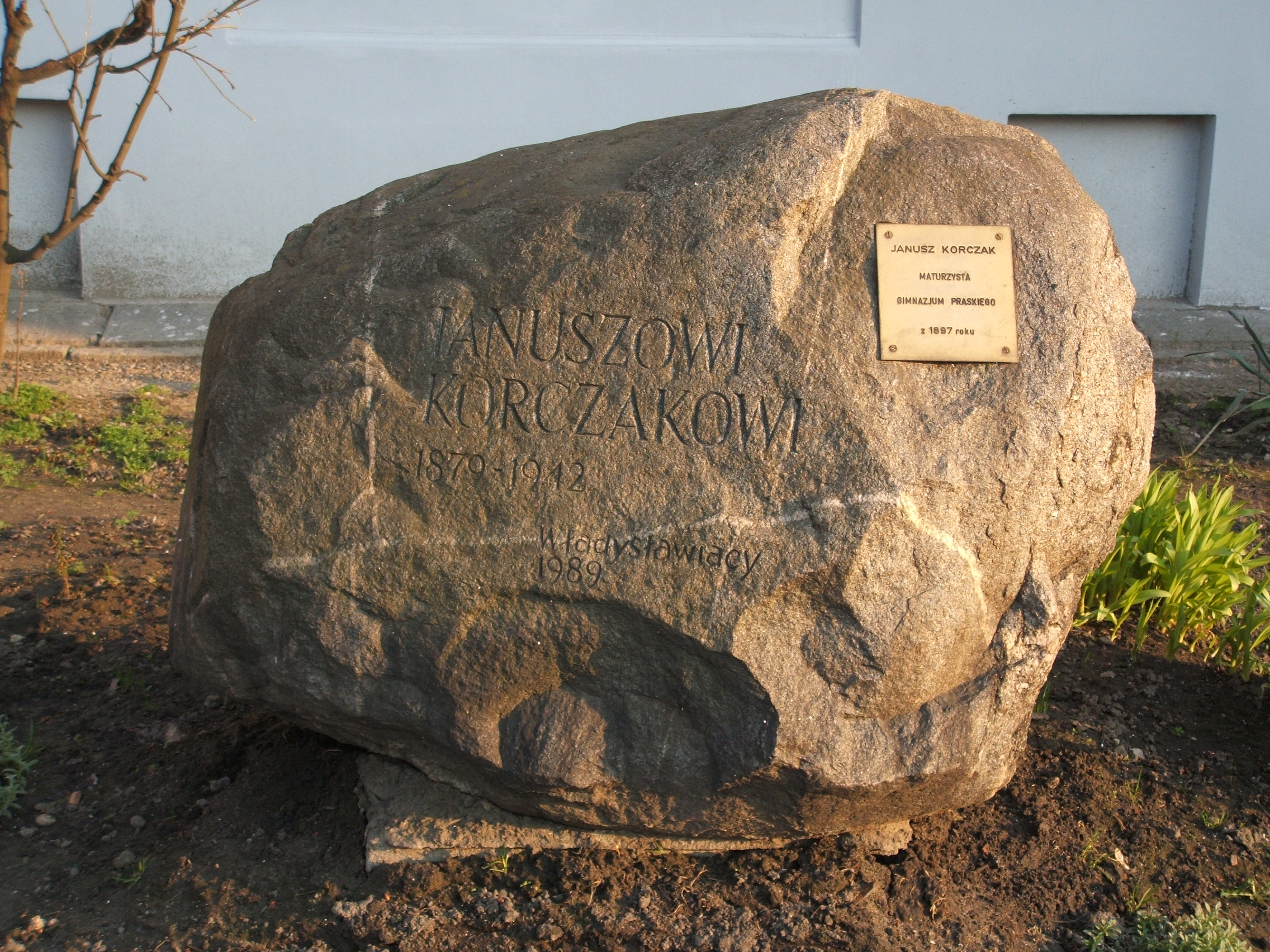
Głaz pamiątkowy przed gmachem VIII LO im. Władysława IV w Warszawie
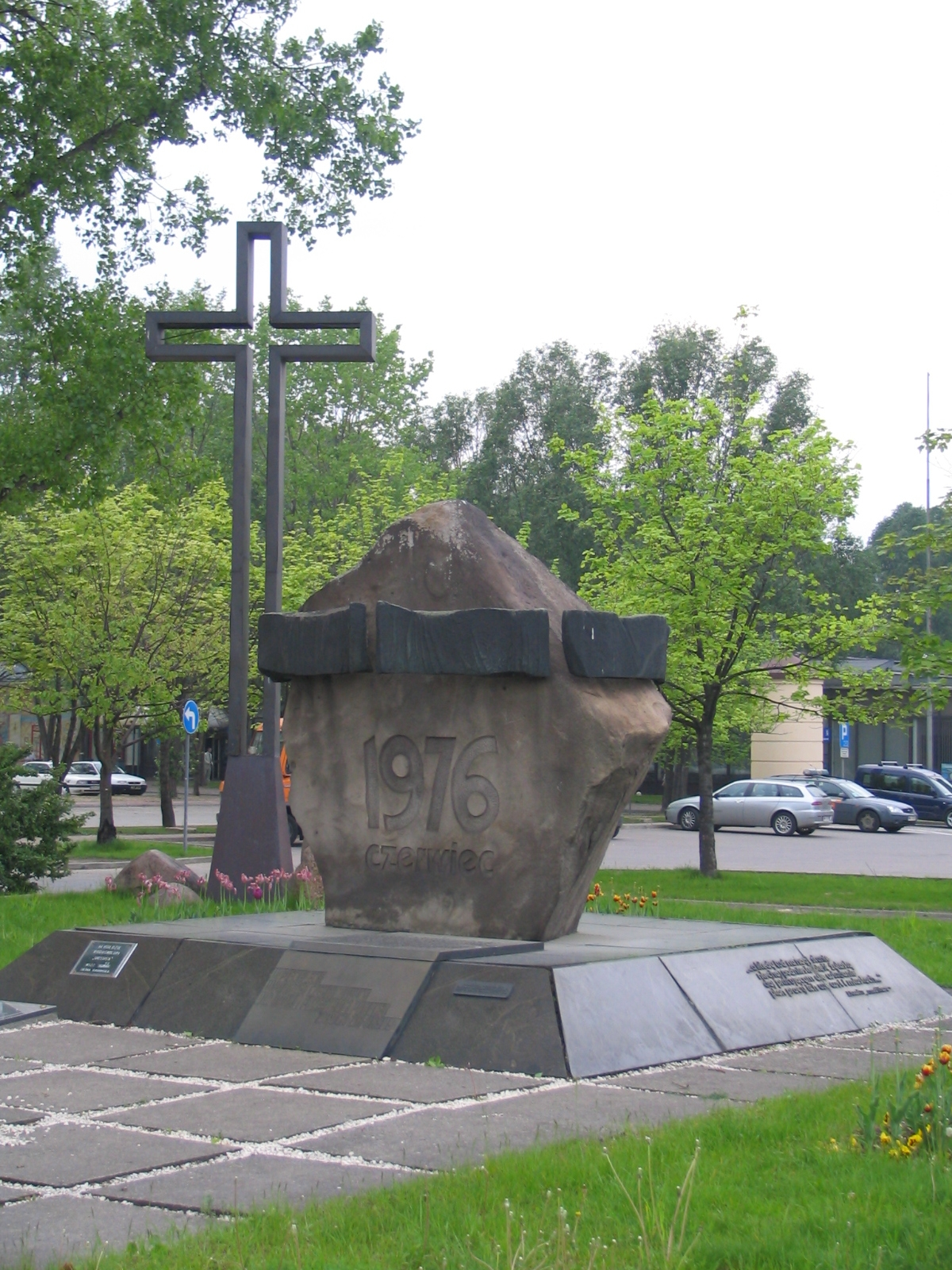
Pomnik na placu Czerwca 1976 przed Urzędem dzielnicy Ursus autorstwa Leszka Nadstawnego
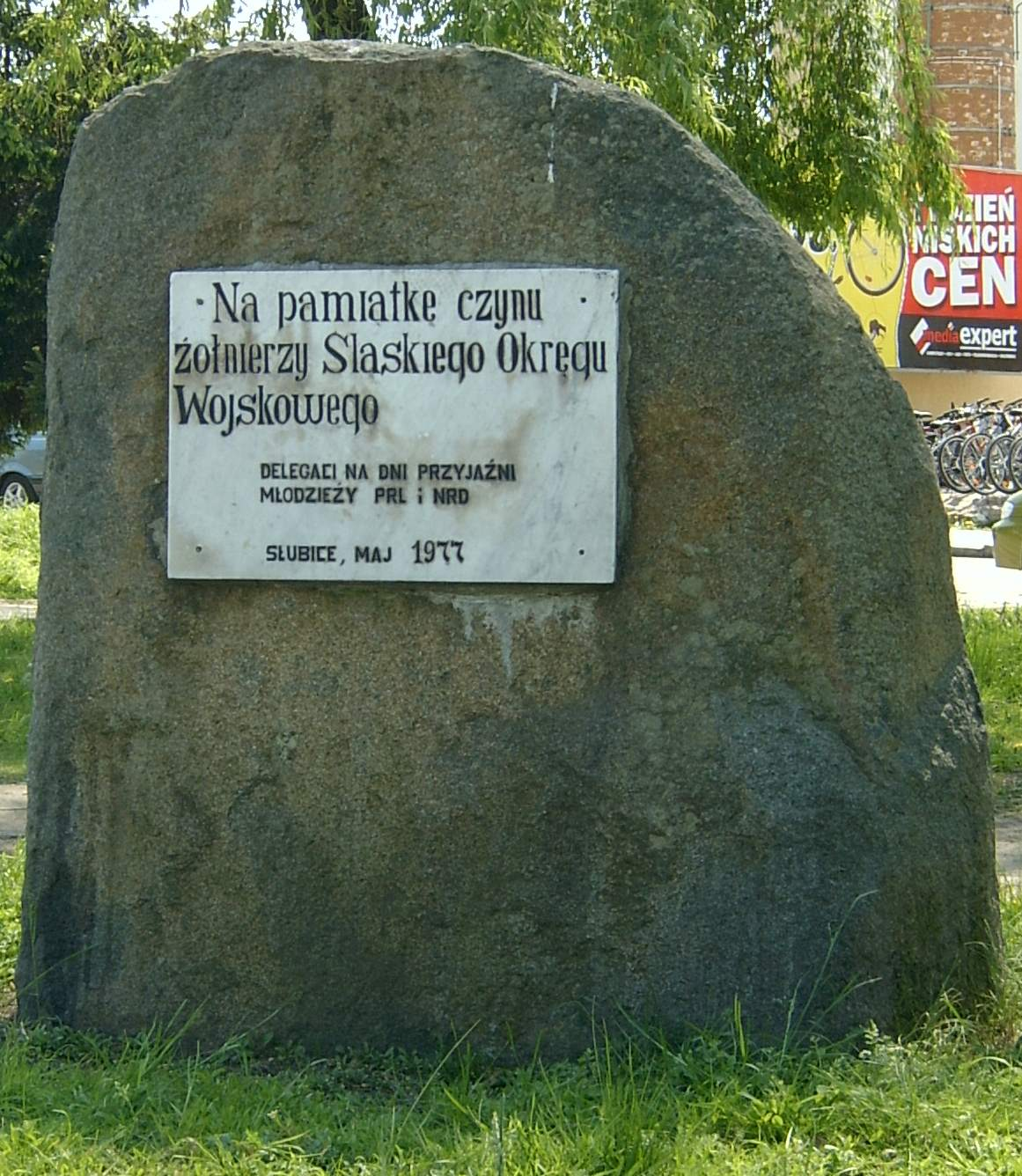
Pomnik czynu żołnierzy Śląskiego Okręgu Wojskowego w Słubicach
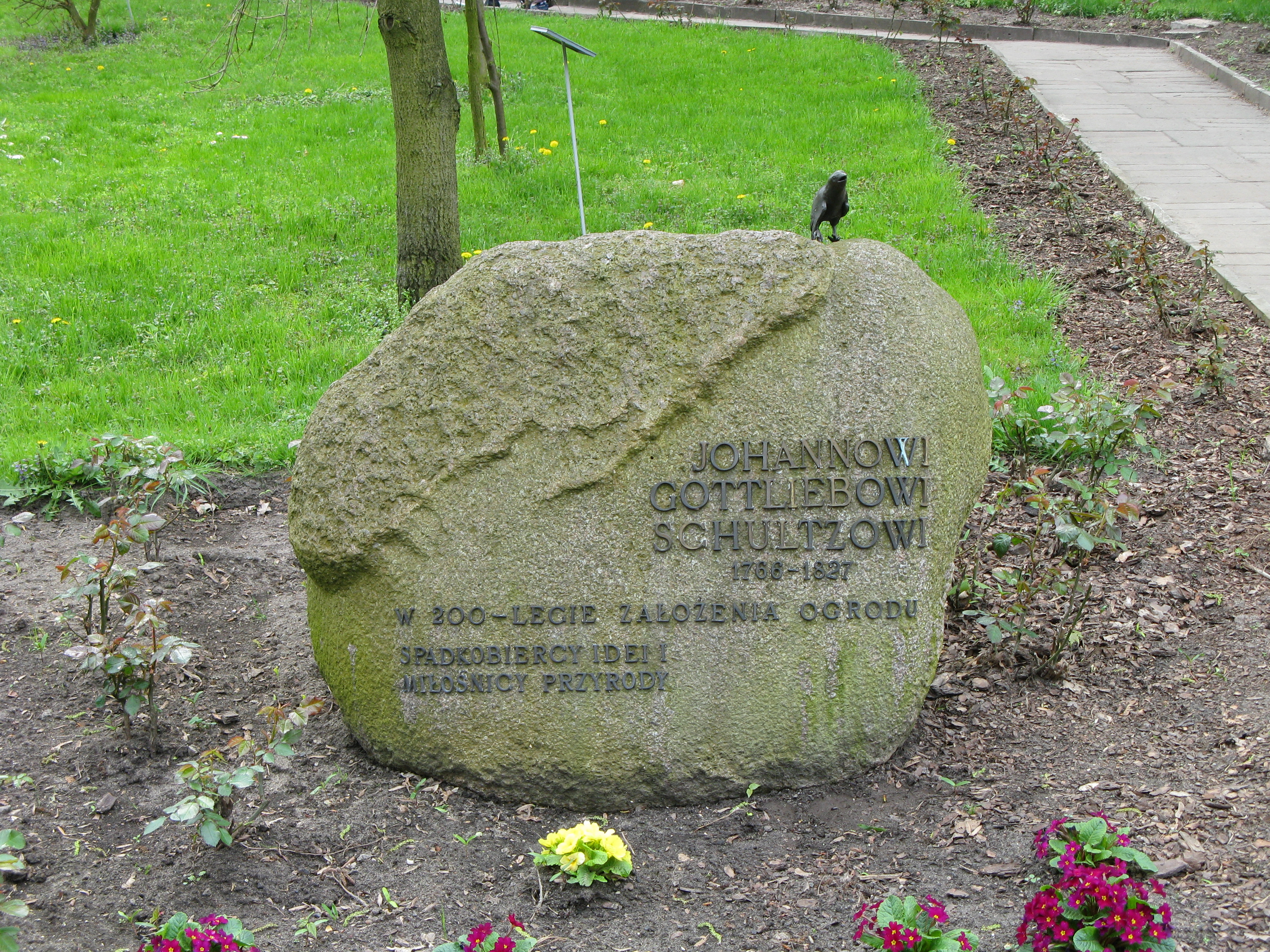
Kamień pamiątkowy upamiętniający założyciela Ogrodu Zoobotanicznego w Toruniu
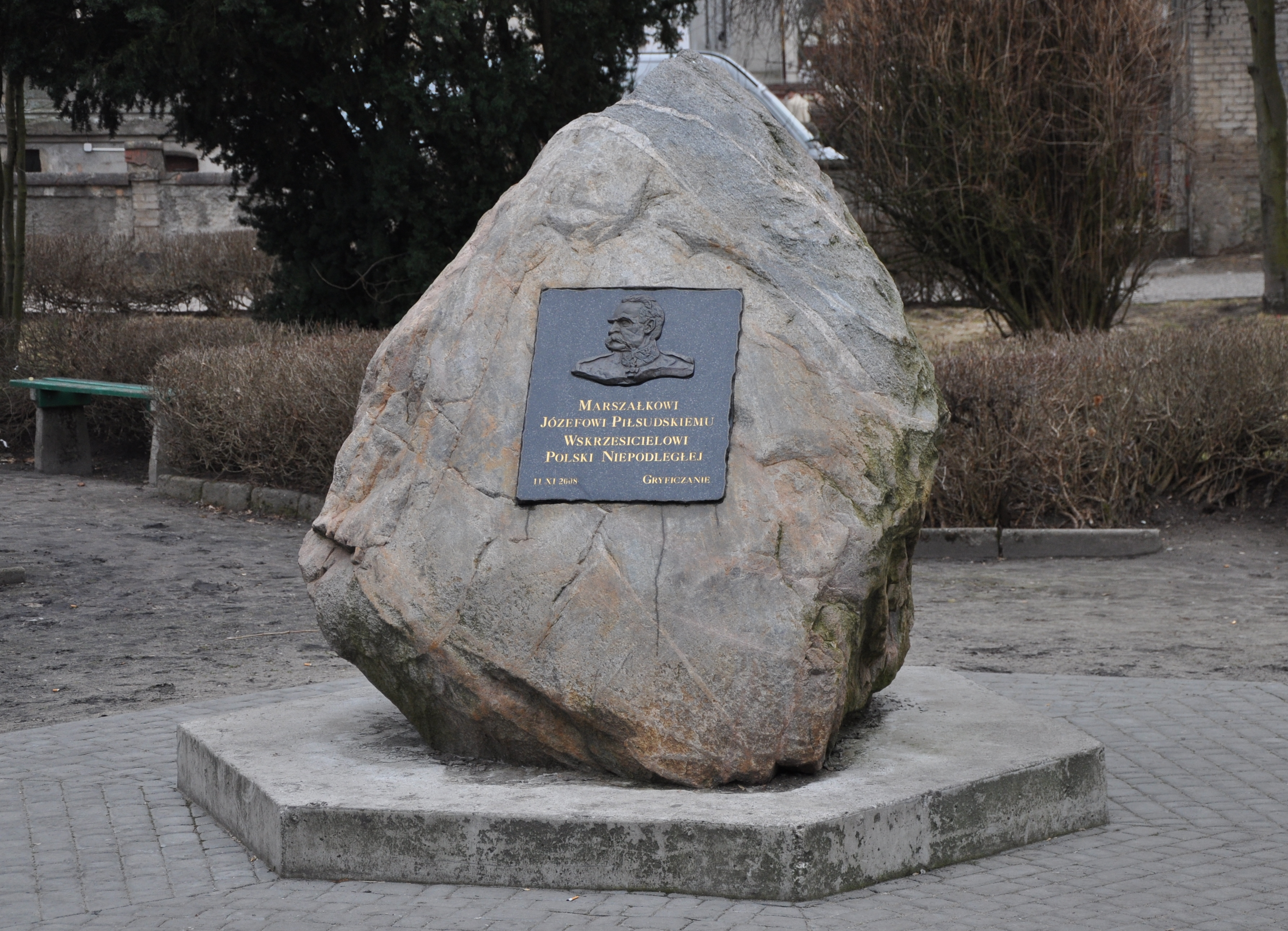
Kamień pamiątkowy poświęcony marszałkowi Józefowi Piłsudskiemu w Gryficach
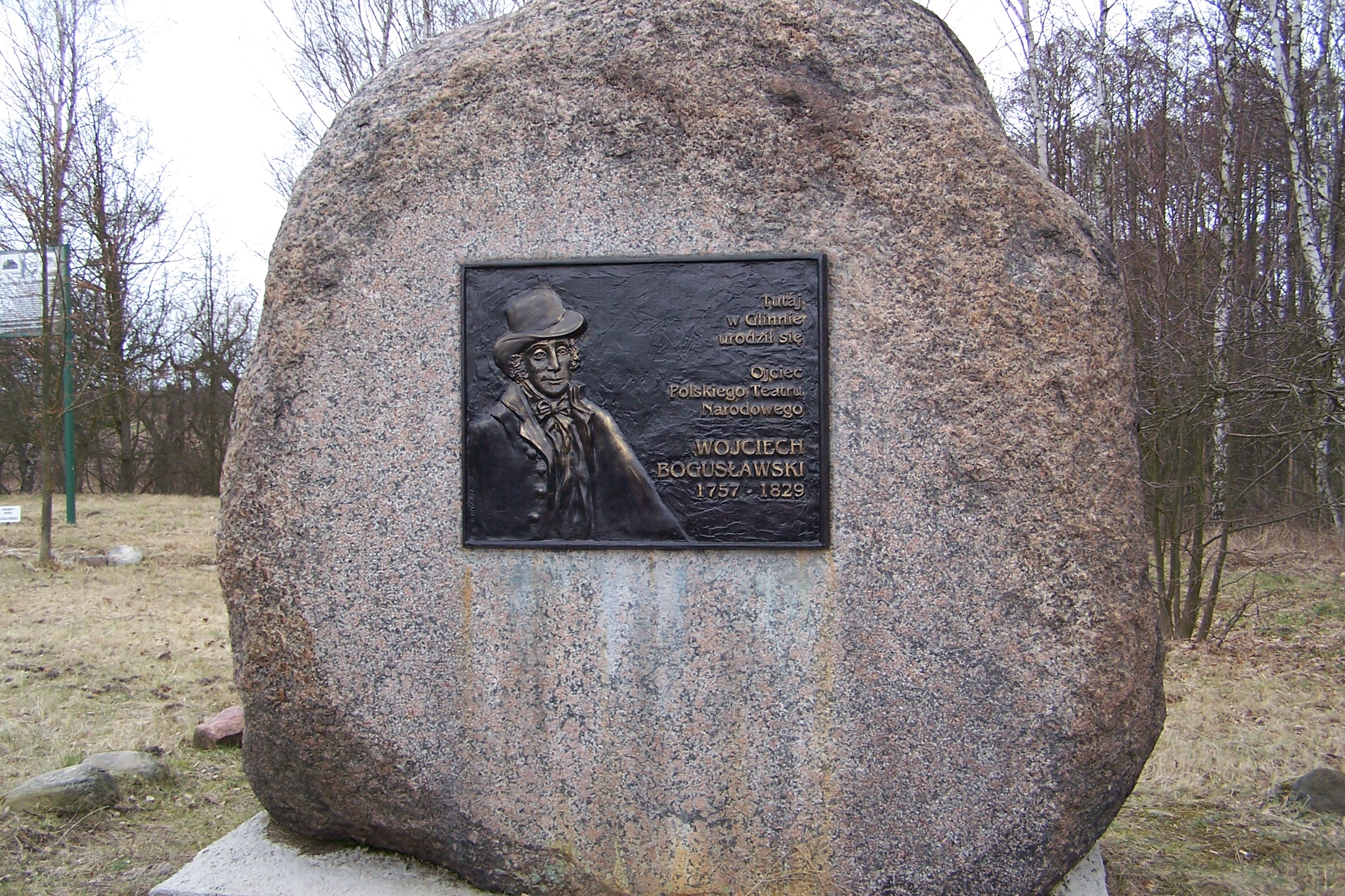
Tablica pamiątkowa Wojciecha Bogusławskiego, Glinno